# کن مارینو
کن مارینو (انگلیسی: Ken Marino؛ زادهٔ ۱۹ دسامبر ۱۹۶۸) یک هنرپیشه اهل ایالات متحده آمریکا است. وی از سال ۱۹۹۲ میلادی تاکنون مشغول فعالیت بوده‌است.
از فیلم‌های معروف او می‌توان به بازی در فیلم ورونیکا مارس، مغزهای متفکر، آن‌ها باهم آمدند، تابستان داغ و مرطوب آمریکایی، ده، سوپ تورتیا، رویداد اصلی، جو یه کسی، خیابان کندی کین، دیر شکوفا و حفرکنندگان اشاره کرد.او همچنین در سیتکام بروکلین ناین ناین در نقش فرعی کاپتان استنلی بازی کرد.